# American Near East Refugee Aid
American Near East Refugee Aid (Anera) é uma organização não governamental estadunidense que fornece ajuda humanitária e de desenvolvimento ao Oriente Médio, especificamente à Cisjordânia, à Faixa de Gaza, ao Líbano e à Jordânia. Fundada em 1968, após a Guerra dos Seis Dias, a Anera inicialmente procurou ajudar centenas de milhares de palestinos deslocados, fornecendo ajuda emergencial. Embora ainda forneça resposta à crise, a Anera agora também atende às necessidades econômicas e sociais de longo prazo dos palestinos, libaneses e jordanianos através dos seus programas de assistência médica, educação e criação de emprego. Ajudando as pessoas a atenderem às suas necessidades fundamentais, a Anera compreende o seu trabalho como um componente essencial para a paz no Oriente Médio e para a restauração da dignidade das pessoas.
Como a maior organização não governamental estadunidense que atua na Cisjordânia e em Gaza, a Anera trabalha em estreita colaboração com instituições locais, tais como escolas, universidades, instalações de saúde, cooperativas, municípios, comunidades de base e associações de caridade, visando aprimorar os serviços comunitários que oferecem. A Anera é financiada por doadores individuais e doações de instituições públicas e privadas. A Anera recebeu a classificação mais alta (4 estrelas) do Charity Navigator [en], um avaliador independente da gestão financeira de instituições de caridade, e atende a todos os vinte padrões de responsabilidade para organizações de caridade do Better Business Bureau [en].

## Programas
Através dos seus programas que aliviam o sofrimento e reduzem a pobreza — os "pontos de início e fim em um continuum de necessidades humanas" — a Anera trabalha para ajudar as pessoas a atenderem às suas necessidades fundamentais. Através de projetos de grande escala, como a construção de reservatórios, e de projetos menores, como a instalação de tanques de água no topo das casas, a Anera tem muitos programas que atendem às necessidades imediatas das pessoas e, ao mesmo tempo, proporcionam empregos. A Anera foi elogiada pela sua transparência e dedicação em melhorar a vida das comunidades empobrecidas no Oriente Médio. Em 2011, a Anera forneceu mais de 65 milhões de dólares em programas à população da Cisjordânia, Gaza, Líbano e Jordânia. Historicamente, a organização tem trabalhado com governos regionais para ajudar a responder às necessidades em tempos de crise.

### Saúde e ajuda humanitária
A Anera forneceu ajuda emergencial e suprimentos médicos para comunidades no Oriente Médio. A Anera construiu 177 cisternas de água e está construindo ou reparando redes e tubulações de água na Cisjordânia e em Gaza.

### Educação
A Anera ajuda a construir novas escolas, oferece programas extracurriculares, treina professores e diretores de pré-escola, ensina tecnologia da informação e apoia a educação musical. Durante o ano fiscal de 2007, a Anera expandiu seu projeto de treinamento de professoras de pré-escola na Faixa de Gaza para fornecer oportunidades de emprego para mulheres qualificadas, ao mesmo tempo, em que desenvolvia habilidades organizacionais, técnicas de aprendizado ativo e habilidades de comunicação entre as crianças, além de aumentar o envolvimento dos pais e da comunidade no processo educacional.

### Desenvolvimento comunitário e econômico
A Anera oferece assistência comunitária na forma de projetos de infraestrutura e programas de treinamento profissional para ajudar as pessoas a se tornarem empreendedoras com acesso a empréstimos para pequenos negócios e oportunidades de emprego. Durante o ano fiscal de 2007, o Projeto de Emergência de Água e Saneamento da Anera recebeu quase 4 milhões de dólares em doações da Agência dos Estados Unidos para o Desenvolvimento Internacional para responder às necessidades emergenciais de água e saneamento na Cisjordânia e em Gaza, e criar oportunidades de emprego de curto prazo para comunidades empobrecidas e remotas na Palestina.
A Anera fornece bolsas de estudo para crianças entre as idades de 4 e 17 anos, permitindo que elas recebam educação em uma das sete escolas no Líbano, Gaza ou na Cisjordânia. Os estudantes que participam do programa de bolsas de estudo são órfãos, vêm de famílias empobrecidas ou necessitam de apoio físico e reabilitação e, de outra forma, não teriam oportunidades de receber uma educação regular.

### Projeto de água em Sarra
Em fevereiro de 2008, a Anera fez uma parceria com a Agência dos Estados Unidos (USAID) para o Desenvolvimento Internacional em um projeto para instalar uma rede interna de água na vila de Sarra, na Cisjordânia. Segundo o comunicado de imprensa da USAID, o projecto "garantirá o acesso a um abastecimento confiável de água... [e será] financiado pela USAID e implementado pela Anera. O custo total do projeto é de 255 mil dólares e prevê-se que gere 1 800 dias de emprego".